# Melolontha laevipennis
Melolontha laevipennis är en skalbaggsart som beskrevs av Blanchard 1851. Melolontha laevipennis ingår i släktet Melolontha och familjen Melolonthidae. Inga underarter finns listade i Catalogue of Life.